# Tanaecia lupina
Tanaecia lupina är en fjärilsart som beskrevs av Druce 1874. Tanaecia lupina ingår i släktet Tanaecia och familjen praktfjärilar. Inga underarter finns listade i Catalogue of Life.